# Reumatologia

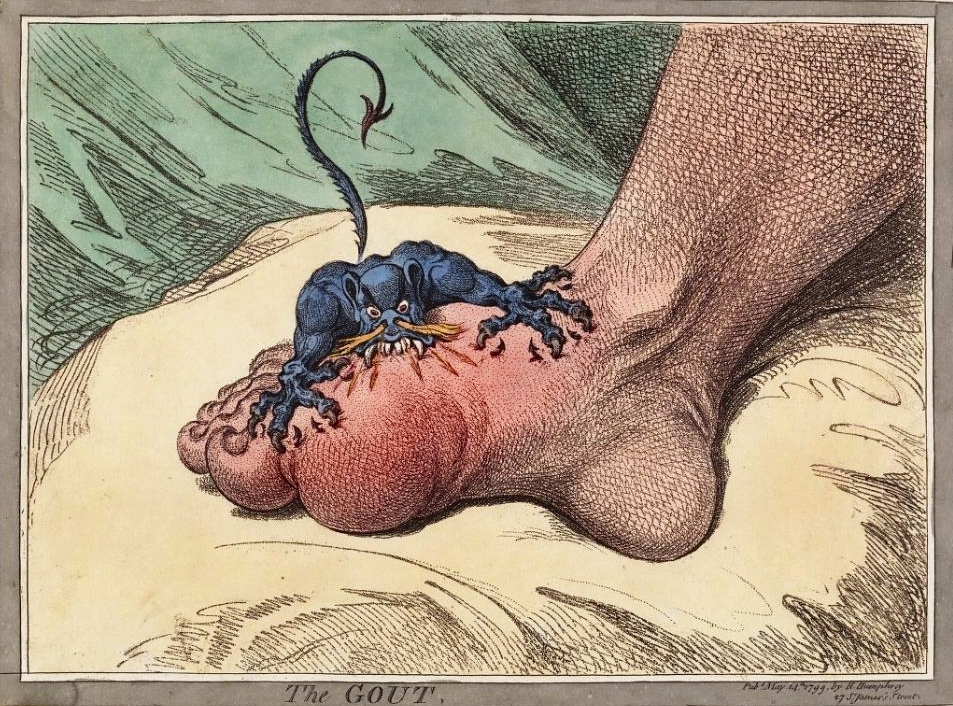
Gota, uma das doenças reumatológicas

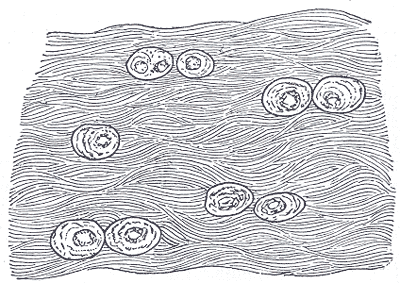
Tecido conjuntivo frouxo, que possui muita substância fundamental e poucas fibras.

Reumatologia é a área do conhecimento médico que se ocupa do estudo das doenças que acometem os tecidos conjuntivos, que incluem as articulações, os ossos, os músculos, os tendões e os ligamentos. Estas patologias são muitas vezes designadas de doenças reumáticas. Reumatismo é o termo genérico usado para designar este grupo de doenças.
O reumatologista  é o medico especializado nesta área do conhecimento.
As doenças reumáticas subdividem-se em:
- Doenças reumáticas crónicas imunomediadas
- Doenças reumáticas não imunomediadas
  - como por exemplo, fibromialgia, gota, tendinites, osteoporose e osteoartrose

Seu nome provém do grego ῥεῦμα (rheûma) cujo significado é "corrente que flui" é um ramo da medicina dedicado ao diagnóstico e tratamento de distúrbios cuja característica comum é a inflamação nos ossos, músculos, articulações e órgãos internos.  A reumatologia abrange mais de 100 doenças complexas diferentes, conhecidas coletivamente como doenças reumáticas , que inclui muitas formas de artrite, bem como lúpus e síndrome de Sjögren. Os médicos que passaram por treinamento formal em reumatologia são chamados de reumatologista.  Muitas dessas doenças são agora conhecidas como distúrbios do sistema imunológico e a reumatologia tem uma relação importante e significativa com a imunologia, o ramo da medicina que estuda o sistema imunológico. 

## Patologias
Algumas patologias abordadas pelo reumatologista incluem:
- Lupus eritematoso sistêmico
- Espondilite anquilosante
- Esclerose sistêmica
- Fibromialgia
- Osteoartrite
- Doença de Paget do osso
- Artrite reumatóide
- Osteoporose
- Gota
- Febre reumática
- Síndrome de Sjögren
- Poliarterite Nodosa
- Granulomatose de Wegener
- Doença de Behçet
- Arterite de células gigantes
- Arterite de Takayasu
- Síndrome do anticorpo antifosfolipídeo
- Dermatomiosite
- Polimiosite
- Dermatomiosite juvenil
- Miosite por corpúsculos de inclusão
- Síndrome antissintetase
- Miopatia necrosante imunomediada

## Reumatologista
Um reumatologista é um médico especializado no campo da subespecialidade médica chamada reumatologia. Um reumatologista possui uma certificação do conselho após treinamento especializado. Nos Estados Unidos, o treinamento nesse campo requer quatro anos de graduação, quatro anos de faculdade de medicina e três anos de residência, seguidos de dois ou três anos adicionais de treinamento em Fellowship (programas de complementação de estudos de especialistas).  No Brasil, exige-se a graduação em Medicina, seguida da residência médica em Reumatologia.
Os requisitos podem variar em outros países. Reumatologistas são especialistas que são qualificados por treinamento adicional de pós-graduação e experiência no diagnóstico e tratamento de artrite e outras doenças das articulações, músculos e ossos. Muitos reumatologistas também realizam pesquisas para determinar a causa e melhores tratamentos para essas doenças incapacitantes e às vezes fatais. As modalidades de tratamento são baseadas em pesquisas científicas, atualmente, a prática da reumatologia é amplamente baseada em evidências. 
Os reumatologistas tratam artrite, doenças autoimunes, distúrbios de dor que afetam as articulações e osteoporose . Existem mais de 200 tipos dessas doenças, incluindo artrite reumatóide, osteoartrite, gota, lúpus, dor nas costas, osteoporose e tendinite . Algumas delas são doenças muito graves que podem ser difíceis de diagnosticar e tratar. Eles tratam problemas de tecidos moles relacionados a distúrbios de tecidos moles relacionados a esportes do sistema músculo-esquelético. 

## Diagnóstico

### Exame físico
A seguir estão exemplos de métodos de diagnóstico que podem ser realizados em um exame físico normal. 
- O teste de Schober testa a flexão da região lombar; [6]
- Obserção de de juntas múltiplas;  [6]
- Exame musculoesquelético [6]
  - Exame musculoesquelético de triagem - uma avaliação rápida da estrutura e função;
  - Exame Musculoesquelético Geral - uma avaliação abrangente da inflamação articular;
  - Exame musculoesquelético local - avaliações focadas na estrutura, função e inflamação combinadas com testes especiais. [6]

### Exames Específicos
- Exames laboratoriais, por exemplo, taxa de hemossedimentação , fator reumatóide, anticorpo anti-proteína citrulinada e anticorpo antinuclear.  [6]
- Raios-X, ultrassons e outros métodos de imagem das articulações afetadas. [6]
- Citopatologia e patologia química do fluido aspirado das articulações afetadas (por exemplo, para diferenciar entre artrite séptica e gota. [6]

## Tratamento
A maioria das doenças reumáticas é tratada com analgésicos, anti-inflamatórios não esteroidais, esteroides (em casos graves), medicamentos antirreumáticos modificadores da doença, anticorpos monoclonais, como infliximabe e adalimumabe, o inibidor de TNF etanercepte e metotrexato para artrite reumatóide moderada a grave. 
O agente biológico rituximab (terapia anti-célula B) agora está licenciado para uso na artrite reumatóide refratária. A Fisioterapia é vital no tratamento de muitos distúrbios reumatológicos. A terapia ocupacional pode ajudar os pacientes a encontrar caminhos alternativos para movimentos comuns que, de outra forma, seriam restringidos pela doença. Os pacientes com artrite reumatóide geralmente precisam de uma abordagem de equipe multidisciplinar, coordenada e de longo prazo para o tratamento de pacientes individuais. O tratamento é muitas vezes adaptado de acordo com as necessidades individuais de cada paciente, que também depende da resposta e da tolerabilidade dos medicamentos. 
A partir da década de 2000, a incorporação de biofármacos (que incluem inibidores de TNF-alfa , certas interleucinas e a via de sinalização JAK-STAT ) nos padrões de tratamento é um dos desenvolvimentos primordiais da reumatologia moderna. 

### Reumatocirurgia
A reumatocirurgia (ou cirurgia reumatóide) é uma subárea da ortopedia que se dedica ao tratamento cirúrgico de pacientes com doenças reumáticas.  O objetivo das intervenções é limitar a atividade da doença, aliviar a dor e melhorar a função. As intervenções reumacirúrgicas podem ser divididas em dois grupos. O primeiro são as sinovectomias precoces , ou seja, a remoção da sinóvia inflamada para evitar a propagação e interromper a destruição. O outro grupo é a chamada intervenção corretiva, ou seja, uma intervenção feita após a destruição ter ocorrido.  Entre as intervenções corretivas estão as substituições articulares, a remoção de fragmentos de osso ou cartilagem soltos e uma variedade de intervenções destinadas a reposicionar e/ou estabilizar as articulações, como a artrodese.  

## Direção de centros de pesquisa científica
Recentemente, um grande grupos de pesquisadores científicos tem tratado especificamente dos antecedentes das doenças autoimunes, a causa de muitos distúrbios reumáticos. Além disso, o campo da osteoimunologia surgiu para examinar melhor as interações entre o sistema imunológico, as articulações e os ossos. Estudos epidemiológicos e testes de medicamentos também estão sendo conduzidos. A Rheumatology Research Foundation (Fundação de Pesquisa da Reumatologia) é a maior fonte privada de financiamento de pesquisa e treinamento em reumatologia nos Estados Unidos.  

## História
A reumatocirurgia surgiu na cooperação de reumatologistas e cirurgiões ortopédicos em Heinola, Finlândia, durante a década de 1950.  Em 1970, uma investigação norueguesa estimou que pelo menos 50% dos pacientes com sintomas reumáticos necessitavam de reumacirurgia como parte integrante de seu tratamento.  A Sociedade Europeia de Cirurgia de Artrite Reumatóide (ERASS) foi fundada em 1979.  Por volta da virada do século 21, o foco no tratamento de pacientes com doença reumática mudou e o tratamento farmacológico tornou-se dominante, enquanto as intervenções cirúrgicas tornaram-se mais raras. 